# أوليفييه برنارد
أوليفييه برنارد (بالفرنسية: Olivier Bernard)‏ (31 مارس 1965 ليون فرنسا - ) هو لاعب كرة قدم فرنسي، يلعب كمهاجم.

## وصلات خارجية
- أوليفييه برنارد على موقع قاعدة بيانات كرة القدم.إي يو (الإنجليزية)